# Bañado de Medina (Ort)
Bañado de Medina ist eine Ortschaft in Uruguay.

## Geographie

### Lage
Bañado de Medina befindet sich auf dem Gebiet des Departamento Cerro Largo in dessen Sektor 11. Bañado de Medina liegt westlich der Departamento-Hauptstadt Melo. Nördlich der Ortschaft fließt der gleichnamige Fluss.

### Bodenschätze
Bei Bañado de Medina sind Montmorillonit-Vorkommen vorhanden.

## Infrastruktur
An Bañado de Medina führt die Ruta 7 vorbei.

## Einwohner
Bañado de Medina hatte bei der Volkszählung im Jahre 2011 207 Einwohner, davon 113 männliche und 94 weibliche.
| Jahr | Einwohner |
| ---- | --------- |
| 1963 | 261       |
| 1975 | 208       |
| 1985 | 168       |
| 1996 | 165       |
| 2004 | 254       |
| 2011 | 207       |

Quelle: Instituto Nacional de Estadística de Uruguay